# Мілеєво (Вармінсько-Мазурське воєводство)
Мілеєво (пол. Milejewo, нім. Trunz) — село в Польщі, у гміні Мілеєво Ельблонзького повіту Вармінсько-Мазурського воєводства.
Населення — 658 осіб (2011).
У 1975-1998 роках село належало до Ельблонзького воєводства.

## Демографія
Демографічна структура станом на 31 березня 2011 року:
|          | Загалом | Допрацездатний вік | Працездатний вік | Постпрацездатний вік |
| -------- | ------- | ------------------ | ---------------- | -------------------- |
| Чоловіки | 339     | 77                 | 241              | 21                   |
| Жінки    | 319     | 59                 | 214              | 46                   |
| Разом    | 658     | 136                | 455              | 67                   |